# Mi amor sin tiempo
Mi amor sin tiempo è una telenovela messicana prodotta da Carlos Moreno Laguillo per Televisa e trasmessa su Las Estrellas dal 15 luglio al 1 novembre 2024. È basato sulla telenovela del 1999 Tres mujeres, creata da Martha Carrillo e Cristina García.

## Trama
La trama segue le vite di tre donne appartenenti alla stessa famiglia che, trovandosi in fasi diverse della vita, affrontano una situazione amorosa molto simile. Tutte e tre sono in relazioni apparentemente stabili, ma quando il vero amore appare nelle loro vite, le porterà a sfidare se stesse e a fare cose che non avrebbero mai immaginato, persino andando contro le norme della società a cui appartengono.

## Personaggi
- Fátima, interpretata da Karla Esquivel
- Sebastián, interpretato da Andrés Baida
- Greta, interpretata da Leticia Calderón
- Bárbara, interpretata da Juana Arias
- Daniel, interpretato da Mane de la Parra
- Renata, interpretata da Karyme Lozano
- Federico, interpretata da Alejandro Camacho
- Adrián, interpretato da Michael Ronda
- Lucía, interpretata da Yolanda Ventura
- Ana, interpretata da Luz María Jerez
- Jesusa, interpretata da Alma Delfina
- Álvaro, interpretato da Eric del Castillo
- Pablo, interpretato da Federico Ayos
- Mario, interpretato da Mauricio Abularach
- Triana, interpretata da Damiana Bej
- Brenda, interpretata da Andrea de Fátima
- Carla, interpretata da Denia Agalianou
- Verania, interpretata da Alejandra Andreu
- Genoveva, interpretata da Paola Toyos
- Carolina, interpretata da Julia Argüelles
- Macarena, interpretata da Rafaella Gavira Bigorra
- Maricruz, interpretata da Claudia Zepeda
- Maggie, interpretata da Raquel Morell
- Carmen, interpretata da Laura Luz
- Sara, interpretata da María Marcela
- José, interpretato da Roberto Mateos
- Remigio, interpretato da Ian Andrade
- Gonzalo, interpretato da José Elías Moreno
- Claudio Altamirano, interpretato da Michel Duval

## Puntate
| Stagione       | Puntate | Prima TV Messico |
| -------------- | ------- | ---------------- |
| Prima stagione | 80      | 2024             |

Episodi di Mi amor sin tiempo
1. Las cosas se harán a mi modo
2. ¿Eres feliz en tu matrimonio?
3. Tú vives a costa mía
4. Eres una frígida
5. La vida te dio otra oportunidad
6. ¿De qué lado estas, Fátima?
7. ¿Una mujer insatisfecha?
8. Vete en mi espejo
9. ¡Desaprovechaste tu oportunidad!
10. No hay hombre perfecto
11. No quiero nada de ti
12. Estaba dispuesta a tener a mi hijo
13. Tengo cinco días de retraso
14. La duda hace más daño que la razón
15. No puedo vivir sin ti
16. Loca de amor
17. Los planes cambian
18. Aléjate de Fátima
19. Es hora de enterrar el pasado
20. Haces magia en mi vida
21. Antes eras divertida
22. ¿Por qué eres tan amargada?
23. Promesas que no se cumplieron
24. El corazón no avisa
25. Una segunda oportunidad
26. Culpable de nuestra desgracia
27. Tus mentiras tienen doble intención
28. La mujer que más he odiado
29. Una mujer prohibida
30. Greta no es lo que aparenta
31. Te quiero con toda mi alma
32. Deja que este amor muera
33. Tengo miedo de perderte
34. Nuestro amor es fuego
35. Cometiste el peor error de tu vida
36. Hagan bien las cosas
37. Nuestro amor tuvo consecuencias
38. Hay de errores a errores
39. ¿Crees que me quedaré sola?
40. La muerte de Gonzalo
41. Las apariencias engañan
42. Hay algo que nos une y nos separa
43. No renuncies a tus sueños
44. Somos libres para amarnos
45. ¿En qué te fallé?
46. Espero contar con tu lealtad
47. Perdóname, bebé
48. Te amé con locura
49. Descubrí tu juego
50. En la cárcel no hay boda
51. Quiero que me heredes en vida
52. Nuestro amor es más fuerte que la sangre
53. Adiós, Sebastián
54. ¡Ya no eres nadie en mi vida!
55. Dudo de todo mundo
56. Siempre logro lo que quiero
57. ¿Vas a reconocer a Bárbara?
58. ¡Fue Adrián!
59. Te vas a pudrir en la cárcel
60. Entre la vida y la muerte
61. La muerte de Adrián
62. ¿Crees que soy inocente?
63. No me busques más
64. Un acto de amor
65. Yo amo a Sebastián
66. Mi labor de madre se acabó
67. Ya no quiero seguir viviendo
68. La peor de las mujeres
69. Estoy planeando mi fuga
70. No pospongas tu vida
71. Hasta pronto
72. Conozco tu mal corazón
73. El que persevera, alcanza
74. La vida compensa
75. ¿Qué tiene mi bebé?
76. Lo que hace uno por amor
77. La muerte de Greta
78. Jugamos tu mismo juego
79. Estoy embarazada
80. Estamos más unidos que nunca

## Riconoscimenti
| Anno | Premio       | Categoria                    | Nominato           | Risultato   |
| ---- | ------------ | ---------------------------- | ------------------ | ----------- |
| 2024 | Produ Awards | La migliore telenovela breve | Mi amor sin tiempo | Candidato/a |